# Dobersberg
Dobersberg is een gemeente in de Oostenrijkse deelstaat Neder-Oostenrijk, gelegen in het district Waidhofen an der Thaya (WT). De gemeente heeft ongeveer 1700 inwoners.

## Geografie
Dobersberg heeft een oppervlakte van 47,59 km². Het ligt in het noordoosten van het land, ten noordwesten van de hoofdstad Wenen.

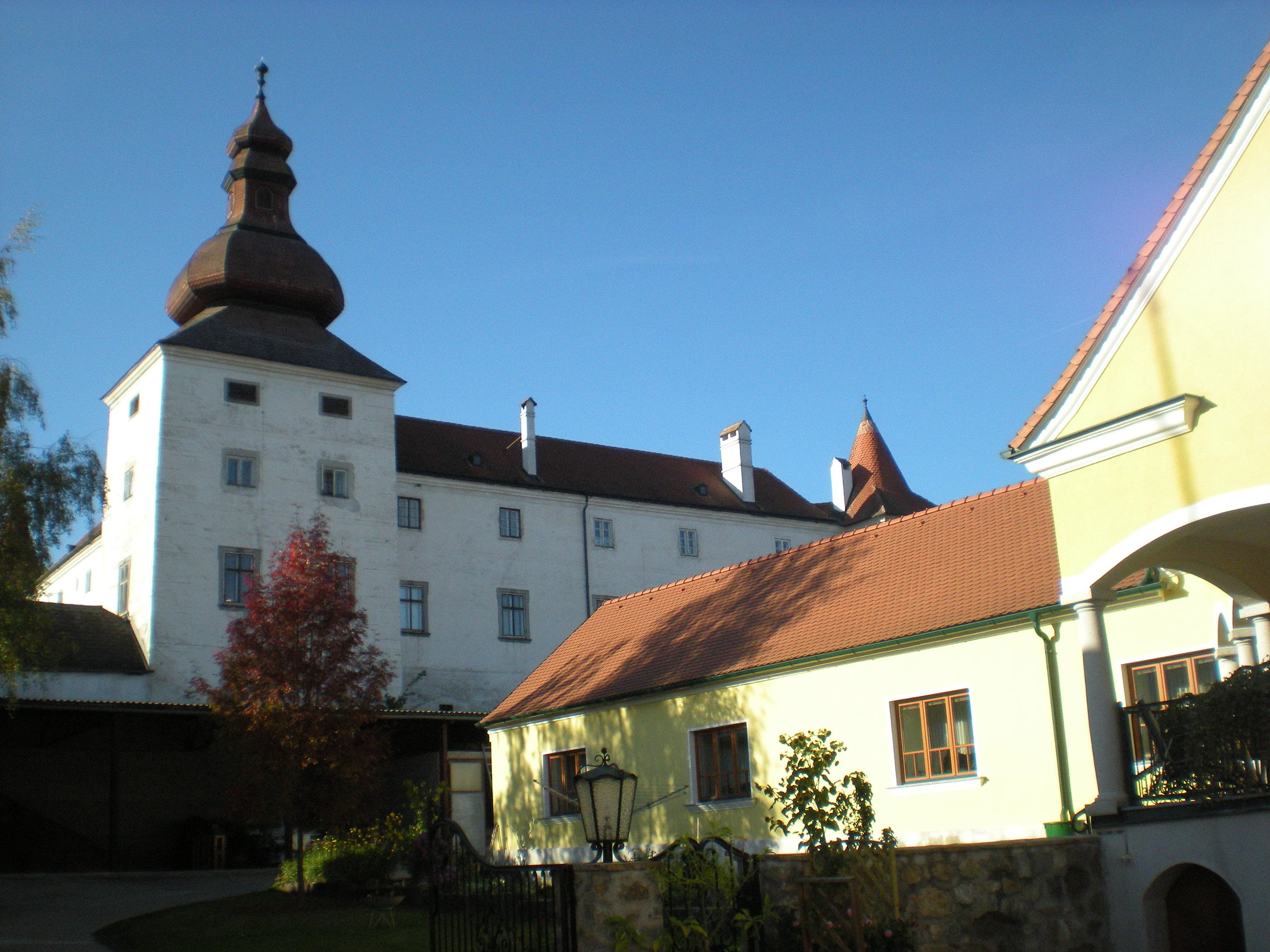
Slot

Dietmanns · Dobersberg · Gastern · Groß-Siegharts · Karlstein an der Thaya · Kautzen · Ludweis-Aigen · Pfaffenschlag bei Waidhofen · Raabs an der Thaya · Thaya · Vitis · Waidhofen an der Thaya · Waidhofen an der Thaya-Land · Waldkirchen an der Thaya · Windigsteig
- Gemeinsame Normdatei: 4798883-6
- MusicBrainz: 88ef0fc3-d1e8-40a5-897d-4e27759bcdb1
- Virtual International Authority File: 236583625